# Phytoecia puncticollis
Phytoecia puncticollis es una especie de escarabajo longicornio del género Phytoecia, subfamilia Lamiinae. Fue descrita científicamente por Faldermann en 1837.
Se distribuye por Armenia, Azerbaiyán, Georgia, Irak, Irán, Jordania y Turquía. Posee una longitud corporal de 11-23 milímetros. El período de vuelo de esta especie ocurre en los meses de mayo, junio y julio.
Parte de su alimentación se compone de plantas de la familia Apiaceae.